# Gran Premio di Monaco 1967
Il Gran Premio di Monaco 1967 di Formula 1 si è disputato a Monte Carlo il 7 maggio 1967.
La gara è stata vinta da Denny Hulme (prima vittoria in carriera del pilota neozelandese) davanti a Graham Hill e Chris Amon

## Vigilia
Da segnalare l'esordio di alcune nuove vetture e motori. Su tutti la Eagle T1G con motore V12 Weslake. La McLaren ha definitivamente abbandonato il motore Ford di derivazione Indianapolis, ripiegando sul BRM 8 cilindri con cilindrata di soli 2,1 litri, in attesa di un motore a 12 cilindri, sempre BRM.

## Qualifiche
| Pos | No | Pilota               | Costruttore     | Scuderia                    | Tempo  | Distacco |
| --- | -- | -------------------- | --------------- | --------------------------- | ------ | -------- |
| 1   | 8  | Jack Brabham         | Brabham-Repco   | Brabham Racing Organisation | 1:27.6 | -        |
| 2   | 18 | Lorenzo Bandini      | Ferrari         | Scuderia Ferrari SpA SEFAC  | 1:28.3 | +0.7     |
| 3   | 7  | John Surtees         | Honda           | Honda Racing                | 1:28.4 | +0.8     |
| 4   | 9  | Denny Hulme          | Brabham-Repco   | Brabham Racing Organisation | 1:28.8 | +1.2     |
| 5   | 12 | Jim Clark            | Lotus-Climax    | Team Lotus                  | 1:28.8 | +1.2     |
| 6   | 4  | Jackie Stewart       | BRM             | Owen Racing Organisation    | 1:29.0 | +1.4     |
| 7   | 23 | Dan Gurney           | Eagle-Weslake   | Anglo American Racers       | 1:29.3 | +1.7     |
| 8   | 14 | Graham Hill          | Lotus-BRM       | Team Lotus                  | 1:29.9 | +2.3     |
| 9   | 17 | Jo Siffert           | Cooper-Maserati | Jack Durlacher Racing Team  | 1:30.0 | +2.4     |
| 10  | 16 | Bruce McLaren        | McLaren-BRM     | Bruce McLaren Motor Racing  | 1:30.0 | +2.4     |
| 11  | 2  | Johnny Servoz-Gavin  | Matra-Ford      | Matra Sports                | 1:30.4 | +2.8     |
| 12  | 5  | Mike Spence          | BRM             | Owen Racing Organisation    | 1:30.6 | +3.0     |
| 13  | 6  | Piers Courage        | BRM             | Reg Parnell Racing          | 1:30.6 | +3.0     |
| 14  | 20 | Chris Amon           | Ferrari         | Scuderia Ferrari SpA SEFAC  | 1:30.7 | +3.1     |
| 15  | 10 | Jochen Rindt         | Cooper-Maserati | Cooper Car Company          | 1:30.8 | +3.2     |
| 16  | 11 | Pedro Rodríguez      | Cooper-Maserati | Cooper Car Company          | 1:32.4 | +4.8     |
| DNQ | 15 | Bob Anderson         | Brabham-Climax  | DW Racing Entreprises       | 1:30.6 | +3.0     |
| DNQ | 1  | Jean-Pierre Beltoise | Matra-Ford      | Matra Sports                | 1:31.0 | +3.4     |
| DNQ | 22 | Richie Ginther       | Eagle-Climax    | Anglo American Racers       | 1:31.1 | +3.5     |

## Gara
La gara è stata vinta da Denny Hulme (prima vittoria in carriera del pilota neozelandese) davanti a Graham Hill e Chris Amon, ma l'evento è stato funestato dall'incidente mortale di Lorenzo Bandini.
| Pos | No | Pilota              | Costruttore     | Giri | Tempo/Ritiro      | Griglia | Punti |
| --- | -- | ------------------- | --------------- | ---- | ----------------- | ------- | ----- |
| 1   | 9  | Denny Hulme         | Brabham-Repco   | 100  | 2:34:34.3         | 4       | 9     |
| 2   | 14 | Graham Hill         | Lotus-BRM       | 99   | + 1 giro          | 8       | 6     |
| 3   | 20 | Chris Amon          | Ferrari         | 98   | + 2 giri          | 14      | 4     |
| 4   | 16 | Bruce McLaren       | McLaren-BRM     | 98   | + 3 giri          | 10      | 3     |
| 5   | 11 | Pedro Rodríguez     | Cooper-Maserati | 96   | + 4 giri          | 16      | 2     |
| 6   | 5  | Mike Spence         | BRM             | 96   | + 4 giri          | 12      | 1     |
| Rit | 18 | Lorenzo Bandini     | Ferrari         | 81   | Incidente mortale | 2       |       |
| Rit | 6  | Piers Courage       | BRM             | 64   | Testacoda         | 13      |       |
| Rit | 12 | Jim Clark           | Lotus-Climax    | 42   | Sospensione       | 5       |       |
| Rit | 7  | John Surtees        | Honda           | 32   | Motore            | 3       |       |
| Rit | 17 | Jo Siffert          | Cooper-Maserati | 31   | Pressione olio    | 9       |       |
| Rit | 4  | Jackie Stewart      | BRM             | 14   | Differenziale     | 6       |       |
| Rit | 10 | Jochen Rindt        | Cooper-Maserati | 14   | Cambio            | 15      |       |
| Rit | 23 | Dan Gurney          | Eagle-Weslake   | 4    | Pompa benzina     | 7       |       |
| Rit | 2  | Johnny Servoz-Gavin | Matra-Ford      | 4    | Iniezione         | 11      |       |
| Rit | 8  | Jack Brabham        | Brabham-Repco   | 0    | Motore            | 1       |       |

## Episodi della gara
L'evento è stato funestato dall'incidente mortale di Lorenzo Bandini, che all'82º giro perse il controllo della vettura della sua Ferrari al Bureau de Tabac, incendiandosi. Bandini morirà due giorni dopo nel Principato.

## Statistiche

### Piloti
- 1ª vittoria per Denny Hulme
- 10° pole position per Jack Brabham
- 1° podio per Chris Amon
- 1º Gran Premio per Johnny Servoz-Gavin
- Ultimo Gran Premio per Richie Ginther e Lorenzo Bandini

### Costruttori
- 7° vittoria per la Brabham
- 40° podio per la Lotus

### Motori
- 5ª vittoria per il motore Repco
- 10° podio per il motore Repco
- 44º e ultimo giro più veloce per il motore Climax
- 1º Gran Premio per il motore Ford Cosworth

### Giri al comando
- Lorenzo Bandini (1)
- Denny Hulme (2-6, 15-100)
- Jackie Stewart (7-14)

## Classifiche Mondiali

### Piloti
| Pos | Pilota          | Punti |
| --- | --------------- | ----- |
| 1   | Denny Hulme     | 12    |
| 2   | Pedro Rodríguez | 11    |
| 3   | John Love       | 6     |
|     | Graham Hill     | 6     |
| 5   | John Surtees    | 4     |
|     | Chris Amon      | 4     |
| 7   | Bruce McLaren   | 3     |
| 8   | Bob Anderson    | 2     |
| 9   | Jack Brabham    | 1     |
|     | Mike Spence     | 1     |

### Costruttori
| Pos | Costruttore     | Punti |
| --- | --------------- | ----- |
| 1   | Brabham-Repco   | 12    |
| 2   | Cooper-Maserati | 11    |
| 3   | Cooper-Climax   | 6     |
|     | Lotus-BRM       | 6     |
| 5   | Honda           | 4     |
|     | Ferrari         | 4     |
| 7   | McLaren-BRM     | 3     |
| 8   | Brabham-Climax  | 2     |
| 9   | BRM             | 1     |